# 安東尼奧·奧斯卡·德·弗拉戈索·卡爾莫納
安东尼奥·奥斯卡·德·弗拉戈索·卡尔莫納（葡萄牙語：António Oscar de Fragoso Carmona；1869年11月24日—1951年4月18日），葡萄牙元帅和政治家、獨裁者。

## 生平
皇家軍事學院畢業，1922年晉升為將軍。1926年5月軍事政變成功後任外交部長，7月任葡萄牙總理，實行獨裁統治。次年，舉行公民投票，當選為葡萄牙總統（1928－1951）。1932年任命薩拉查為總理。

## 政治生涯
卡尔莫纳是一名共和党员和共济会会员，虽然他在1910年10月5日发表的葡萄牙第一共和国宣言发表不久就表示认同，然而他从来不是民主政府的同情者，而且他后来在接受安东尼奥·费罗采访时承认他只是在1933年的全国公民投票中才进行了第一次投票。在第一共和国期间，他曾于1923年在安东尼奥·吉纳斯达·马查多的政府短暂担任战争部长。与广受欢迎的戈麦斯·达科斯塔元帅不同，卡尔莫纳在第一次世界大战中没有参加战斗。

## 总统任期

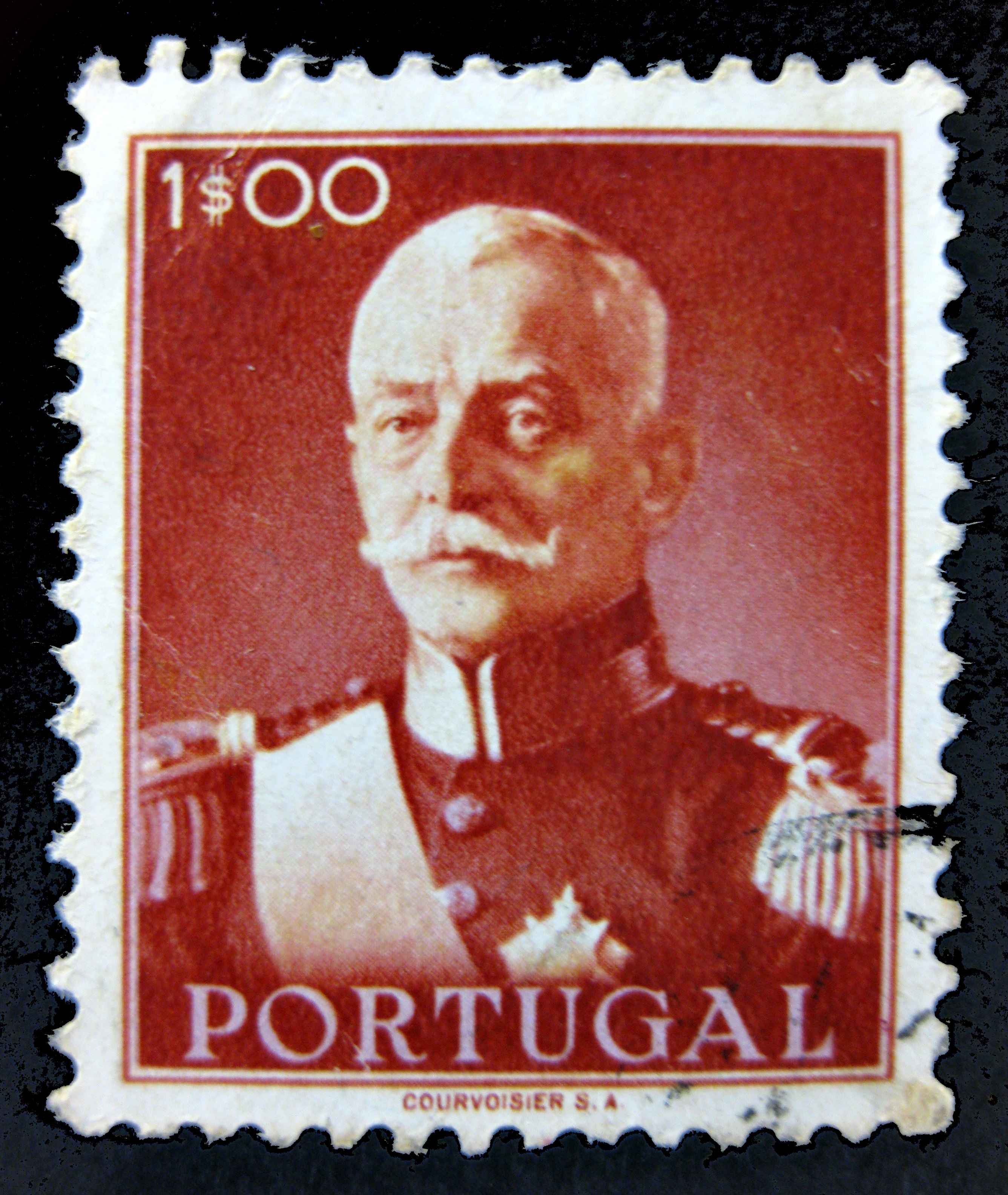
1945年发行的卡尔莫纳的邮票

卡尔莫纳在1926年5月28日推翻第一共和国的政变中非常活跃。第一任地方议会主席若泽·门德斯·卡贝萨达斯是上届共和党总统贝尔纳迪诺·马沙多支持的民主党同情者，他于6月由戈麦斯·达科斯塔接替。卡尔莫纳曾在6月3日至7月6日期间担任外交部长，他是军事政权中最保守和最专制的一派的领导人，认为比较温和的戈麦斯·达科斯塔是一种累赘。7月9日，他与若昂·若泽·西奈尔·德·科德斯将军一起领导了一场反政变，并任命自己为总统，立即获得了独裁权力。1928年，他作为唯一的候选人正式当选总统。
1928年，卡尔莫纳任命安東尼奧·德·奧利維拉·薩拉查为财政部长。萨拉查的魅力和品质给卡尔莫纳留下了深刻的印象，1932年，卡尔莫纳提名萨拉查为总理，并将政府的大部分控制权交给了他。1933年，新宪法正式确立了新国家政权。新文件从纸面上将卡尔莫纳自1928年以来行使的独裁权力编成法典。然而，实际上，他现在不过是个虚位元首，萨拉查的内阁掌握实权。理论上，总统解雇萨拉查的权力是对他权力的唯一制约，但出于二人的合作关系，卡尔莫纳基本上允许萨拉查自由行动。1935年和1942年，他顺利连任，任期7年。1935年，他不情愿地签署了一项法律，禁止葡萄牙的共济会，因为他过去是共济会会员。
虽然民主反对派在第二次世界大战后被允许参加选举，但卡尔莫纳与之并不友好。当反对派要求推迟选举以给他们更多的时间来组织选举时，卡尔莫纳拒绝了他们。
然而，有广泛的谣言说，卡尔莫纳支持1948年由何塞·马科斯·戈迪尼奥将军领导的失败的军事起义，推翻萨拉查，条件是卡尔莫纳继续担任共和国总统。也许是为了结束这些谣言，卡尔莫纳最终接受了元帅的头衔。
1949年，79岁的卡尔莫纳第四次竞选总统。他第一次真正面对的对手是何塞·诺顿·德马托斯将军。然而，在当局拒绝让马托斯实际参加竞选后，他于2月12日退出竞选，让卡尔莫纳连任。
两年后，也就是1951年，卡尔莫纳去世了。他被安葬在里斯本国家万神殿圣恩格拉西亚教堂。

## 个人生活
他的父亲阿尔瓦罗·罗萨里奥·特谢拉·卡莫纳（葡萄牙語：Alvaro Rosario Teixeira Carmona）是来自费尔盖拉什的葡萄牙海军军官，也是葡萄牙驻巴西武官的一员。1914年1月，他娶了玛丽亚·多·卡莫·费雷拉·达·席尔瓦（查维斯，1878年9月28日- 1956年3月13日），她是基曼诺·达·席尔瓦和妻子恩格拉西亚·德·耶稣的女儿。通过这桩婚姻，他使他们的三个孩子合法化了。
他是里斯本前市长卡莫纳·罗德里格斯（2004-2007）的伯祖父。他也是巴西总统奥古斯托·塔索·弗拉戈索的堂兄弟。